# Primera División B 2009
El campeonato de la Primera División B 2009 del fútbol paraguayo fue el sexagésimo octavo campeonato oficial de la Primera División B (Tercera División) organizado por la Asociación Paraguaya de Fútbol (APF). El campeonato fue denominado Cincuentenario del club 3 de Noviembre. Se dio inicio el 5 de abril y finalizó el 6 de septiembre.
Tanto el campeón como el subcampeón ascendieron a la División Intermedia. Además, el equipo con menor puntaje al final de la temporada descendió a la Primera División C.
Se consagró campeón el Sportivo San Lorenzo.

## Sistema de competición
El modo de disputa implementado fue, como en temporadas anteriores y similar a las de categorías superiores, el de todos contra todos a partidos de ida y vuelta, es decir a dos rondas compuestas por diez jornadas cada una con localía recíproca, teniendo cada equipo una fecha de descanso en cada ronda. Se convierte en campeón el equipo que acumula la mayor cantidad de puntos al término de las 20 jornadas. En caso de haberse producido igualdad entre dos contendientes, habrían definido el título en un partido extra. Si hubieran sido más de dos, se resolvía según los siguientes parámetros:
1) saldo de goles;
2) mayor cantidad de goles marcados;
3) mayor cantidad de goles marcados en condición de visitante;
4) sorteo.

## Producto de la clasificación
- El torneo coronó al 68° campeón en la historia de la Primera División B.

- Tanto el campeón como el subcampeón del torneo obtuvieron directamente su ascenso a la División Intermedia.

- El equipo que obtuvo el menor puntaje en el torneo, descendió a la Primera División C.

## Ascensos y descensos
| Ascendidos a la División Intermedia                                                                      |
| --- |
| Colegiales (Campeón de la Primera División B)                                                            |
| Independiente (Ganador de un repechaje ante el subcampeón del Campeonato Nacional de Interligas 2007/08) |

| Descendidos a la Primera División C                    |
| ------------------------------------------------------ |
| 3 de Febrero (Peor puntaje en la temporada pasada)     |
| Oriental (Segundo peor puntaje en la temporada pasada) |

| Ascendidos de la Primera División C                |
| -------------------------------------------------- |
| Cristóbal Colón (Campeón de la Primera División C) |
| Cerro Corá (Subcampeón de la Primera División C)   |

| Descendidos de la División Intermedia                  |
| ------------------------------------------------------ |
| Presidente Hayes (Peor puntaje en la temporada pasada) |

## Equipos participantes
| Equipos          | Fundación               | Ciudad               | Estadio                  | Capacidad |
| ---------------- | ----------------------- | -------------------- | ------------------------ | --------- |
| 1° de Marzo      | 1 de marzo de 1963      | Fernando de la Mora  | 1° de Marzo              | 2.000     |
| 29 de septiembre | 30 de abril de 1942     | Luque                | Molino                   | 1.000     |
| 3 de Noviembre   | 15 de mayo de 1959      | Asunción             | Dr. Rubén Ramírez        | 1.500     |
| Atlántida        | 23 de diciembre de 1906 | Asunción             | Flaviano Díaz            | 1.000     |
| Cerro Corá       | 1 de marzo de 1925      | Asunción             | General Andrés Rodríguez | 6.000     |
| Cristóbal Colón  | 25 de octubre de 1925   | Ñemby                | Pablo Patricio Bogarín   | 3.000     |
| Pilcomayo        | 9 de junio de 1915      | Mariano Roque Alonso | Agustín Báez             | 800       |
| Presidente Hayes | 8 de noviembre de 1907  | Asunción             | Kiko Reyes               | 5.000     |
| Resistencia      | 27 de diciembre de 1917 | Asunción             | Tomás Began Correa       | 5.700     |
| San Lorenzo      | 17 de diciembre de 1930 | San Lorenzo          | Ciudad Universitaria     | 5.000     |
| Tembetary        | 3 de agosto de 1912     | Ypané                | Ypané                    | 5.000     |

## Clasificación
| Pos. | Equipos          | PJ | PG | PE | PP | GF | GC | Dif. | Pts. |
| ---- | ---------------- | -- | -- | -- | -- | -- | -- | ---- | ---- |
| 1.   | San Lorenzo      | 20 | 14 | 2  | 4  | 44 | 17 | 27   | 44   |
| 2.   | Cerro Corá       | 20 | 11 | 4  | 5  | 40 | 29 | 11   | 37   |
| 3.   | Resistencia      | 20 | 10 | 6  | 4  | 42 | 28 | 14   | 36   |
| 4.   | Pilcomayo        | 20 | 9  | 6  | 5  | 33 | 25 | 8    | 33   |
| 5.   | 3 de Noviembre   | 20 | 9  | 5  | 6  | 34 | 31 | 3    | 32   |
| 6.   | Cristóbal Colón  | 20 | 9  | 4  | 7  | 29 | 30 | -1   | 31   |
| 7.   | Presidente Hayes | 20 | 6  | 6  | 8  | 22 | 28 | -6   | 24   |
| 8.   | 29 de Septiembre | 20 | 6  | 5  | 9  | 34 | 35 | -1   | 23   |
| 9.   | 1° de Marzo      | 20 | 4  | 5  | 11 | 18 | 32 | -14  | 17   |
| 10.  | Tembetary        | 20 | 4  | 4  | 12 | 15 | 32 | -17  | 16   |
| 11.  | Atlántida        | 20 | 2  | 5  | 13 | 19 | 43 | -24  | 11   |

 Pos=Posición; PJ=Partidos jugados; PG=Partidos ganados; PE=Partidos empatados; PP=Partidos perdidos; GF=Goles a favor; GC=Goles en contra; Dif=Diferencia de goles;Pts=Puntos
|  |                                                                 |
|  | Campeón. Ascendido en forma directa a la División Intermedia    |
|  | Subcampeón. Ascendido en forma directa a la División Intermedia |
|  | Descendido a Primera División C                                 |

## Campeón
|                         |
| San Lorenzo 1.er título |